# ヴァルター・ギーゼキング
ヴァルター・ヴィルヘルム・ギーゼキング（Walter Wilhelm Gieseking, 1895年11月5日 - 1956年10月26日）は、ドイツのピアニストかつ作曲家、アマチュアの蝶類研究者。

## 生涯
1895年11月、ドイツ人の両親のもと、フランスのリヨンに生まれた。初等教育は「私はもう読み書きが出来るのだから学校には行かない」と言って受けず、幼少時は家で百科事典と楽譜を読み漁る毎日だった。蝶の趣味はこの頃に覚える。両親が心配してハノーファー音楽院（Hannoversche Konservatorium）を紹介し入学させた。そこで師のカール・ライマーを紹介され、ドビュッシーなどの（当時の）現代音楽すら新刊を持ち込んでレッスンする姿勢に彼は大きな感銘を受けた。
デビュー後は一日にリサイタルとレッスンが昼と夜に行われるほどの多忙な生活であり、ヨーロッパ中を忙しく往復した。第二次世界大戦中はドイツにとどまったため、ナチス協力者との嫌疑を免れることができなかった。このため、連合国側によって疑いが晴らされるまで、多くの演奏会がキャンセルされた。
1956年、ロンドンでEMIのベートーヴェン全集のレコーディング中に倒れ、緊急で手術がなされたものの容態は芳しくなく客死した。予期せぬ死であったためか、ショパンの二度目の「舟歌」は死の8日前の収録である。
自伝『かくて我はピアニストとなれり』（So wurde ich Pianist）は、1963年に出版された。墓は彼の生前の家があったドイツのヴィースバーデンにあり、同地に彼の長女(ユタ)とその夫が暮らしている。

## 人物
ギーゼキングは本能的で直感的なピアニストであると言われ、自ら意識して練習したことはなかったとも言い伝えられている。譜面を検討し、その演奏をイメージしてから、曲を完璧に弾きこなすのが常であった。ひとたび楽譜に夢中になると、何時間も沈黙して過ごす習慣があり、そのため夫人がむやみとストレスを溜め込んだとも伝えられる。その一方で、既に語り尽くされたように初見力にも優れていた。しかし、実際は演奏法ではなく練習法に長けていたという見方もある。ギーゼキングは「私はスケールとアルペジオの練習のみで、全てのテクニックを習得しました」と皮肉まじりに語ったと言われている。高弟のクラウス・シルデ（Klaus Schilde）は「バルトークのピアノ協奏曲第2番をレッスンに持っていったのに、ギーゼキングは第2ピアノを初日の時点で全部暗譜していた」と語っている。
レパートリーはバッハやベートーヴェンなど古典的なものから、よりモダンなブゾーニやシェーンベルクからゴッフレド・ペトラッシまでと、幅広いものであった。1923年にはハンス・プフィッツナーのピアノ協奏曲の初演を行なった。しかし今日ギーゼキングは、もっぱらモーツァルトとドビュッシー、ラヴェルの伝説的な演奏家として記憶されている（モーツァルトの全集はレコード会社から持ち込まれた企画であった）。作曲者の存命中にラフマニノフの協奏曲の録音にいどんだ、最初のピアニストでもある。その録音では、多くのピアニストがラフマニノフの弾いたテンポに勝てなかった当時ですら、ギーゼキングはラフマニノフ本人のテンポを忠実に再現し、ライブ演奏する優れ技を披露している（ただし、ミスはそれなりにあり、ラフマニノフ本人の完成度には及んでいない）。こういった辺りからも、「新即物主義」の片鱗がうかがえる。
ドビュッシーやラヴェルのピアノ曲は、たいてい運指やペダルの指定がなく、これらは演奏者の判断に委ねられている。殊にドビュッシーでは、ともすれば曲の見通しが曖昧模糊となりがちである。これに対して、ギーゼキングの演奏は曲の分析力が明晰で、当時のつたないアコースティック録音にもかかわらず、ニュアンスに富んだ繊細な音色と、多彩な表情の変化に満ちている。その上、演奏技巧に欠点がない。つまり、曲の解釈において迷いが無い。たとえばドビュッシーの《前奏曲 第1集》の「パックの踊り」は、これほどの速さで押し切っているにもかかわらず、まったくテンポやフレージングが乱れない。こうした特長のために、学習者の模範として使われてきただけでなく、後世のピアニストからはドビュッシーやラヴェル演奏の完成者として、到達目標として仰がれたのである。
カール・ライマーとの共著により、ギーゼキングは2冊のピアノ奏法論を上梓した。「ピアノ奏法完成への早道」（1932年）と、「ピアノ奏法の諸問題～リズム、強弱、ペダルなど」（1938年）である。

## 録音
ギーゼキングの録音態度は意外なほどいい加減で、完璧に近いものからウォーミングアップ程度のものまで様々である。
死去から半世紀を迎えた今なお、ギーゼキングは伝説のピアニストとして語り継がれている。ギーゼキングのCDは同じ内容のディスクを何度も回を重ねて発売されているが（EMI）、これは貴重な文化財保存という側面を持っているといえる。ペダル操作が比類なく、完璧なまでの作品の記憶力と、細部にわたって楽譜の忠実な再現、楽曲構造に対する明快な洞察力などで、同時代のピアニストの中でも卓越した存在だった。それでも、彼の全盛期はSP時代だと伝えられる。LP時代に入ってからのベートーヴェン全集やバッハのWTCでは一発撮りに近い不安定なテイクも少なくない。
戦後は「ブロードキャストリサイタル」という形で、放送用の録音を膨大に残した。この時期にベートーヴェンの中期から後期のソナタ、バッハのクラヴィア曲の大部分を録音した。
なおギーゼキングは戦時中の1945年1月23日、最初期のステレオ録音が残されている。曲はベートーヴェンのピアノ協奏曲第5番、録音場所はベルリン、指揮はアルトゥール・ローター、ベルリン放送管弦楽団である。

## 使用したピアノ
ギーゼキングは録音にどのメーカーを使用したのかについては、吉澤ヴィルヘルムの「ピアニストガイド」には「グロトリアン・シュタインベグ」と記されており、使用記録はある。ただし、録音中のギーゼキングの演奏中の別のピアノの写真にはBECHSTEINの文字が記されており、ピアノメーカー専属アーティストというわけではなさそうである。
ベーゼンドルファーを好んだバックハウスと異なり、「使用するピアノには特に拘泥していない」ということであったらしく、ドビュッシー全曲日本公演はスタインウェイで行われた。ギーゼキングはドビュッシーの「ピアノのために」では第三ペダルを使用した痕跡が曲の頭にあり、これは第三ペダルを開発したばかりのスタインウェイ・アンド・サンズであるとみられている。

## 備考
園田高弘のデビューに際し、附けられたキャッチフレーズが「日本のギーゼキング」であった。

## 作品リスト
彼の伝記によると、室内楽曲を8曲、ピアノ曲を10曲程度作成したとのことである。楽譜はドイツ最大の音楽出版社であるショット社から一時期出版されていたが、現在は絶版状態である。シュトラウスのセレナーデ Op.17 No.2のピアノ編曲は録音が残された。

### 室内楽曲
- フルートとピアノのための『グリーグの主題による変奏曲』
- チェロとピアノのための『ヴォルガの舟歌による変奏曲』
- フルートとピアノのための『ソナチネ』
- ピアノ4手連弾のための『子供の歌による遊戯』
- チェロとピアノのための『演奏会用ソナチネ』
- 弦楽四重奏のための『セレナード』
- 3つのヴァイオリンのための『小音楽』
- クラリネットと弦楽四重奏のための『ディヴェルティメント』
- オーボエ、クラリネット、ホルン、ファゴットとピアノのための『五重奏曲』
- ピアノ4手のためのディヴェルティメント (1948)
- ドメニコ・スカルラッティのソナタ K.91、チェロあるいはヴァイオリンとピアノのための編曲

### ピアノ曲
- ソナチネ Op.8 (1905)
- 3つの即興舞曲 (1926)
- ピアノのための3楽章
- スカルラッティの主題によるシャコンヌ (アリア K.32)
- リヒャルト・シュトラウスの歌曲による自由な編曲
  1. セレナーデ Op.17 No.2
  2. 帰郷 Op.15 No.5
  3. 親しき幻影 Op.48 No.1
  4. 冬の霊感 Op.48 No.4
  5. 悪いお天気 Op.69 No.5
- クルト・シュヴィッタースのナンセンスな流行歌 (1928)
- フォックストロットによる即興曲 (1925)
- ショルシ・バーチのフォックストロット (ヴィルキング・ギーゼの名で発表)

### 歌曲
- 歌曲集 (1918)
- 愛する樹々よ、わたしは言うか (Sag ich's euch, geliebte Bäume, ヨハン・ヴォルフガング・フォン・ゲーテ)
- まったき力 (Vollmacht, ライナー・マリア・リルケ)
- たんぽぽ (Löwenzahn, カール・ハインリヒ・ヴァッゲルル（ドイツ語版）)
- パウラおよびリヒャルト・デーメルの詩による21の子供の歌 (私家版)